# 東京都立国際高等学校
東京都立国際高等学校（とうきょうとりつ こくさいこうとうがっこう、英: Tokyo Metropolitan Kokusai High School）は、東京都目黒区駒場二丁目にある東京都立高等学校。

## 概要
都立高校としては唯一の国際学科を設置している学校である。進学指導特別推進校に指定され、入試問題は英語のみ自校作成問題を導入しており、高度な英語力が要求される（傾斜配点も2倍となる）。帰国生枠や在京外国人枠もある。
2015年5月に日本の公立高校で初となる、国際バカロレア・ディプロマプログラム認定校（大学入学資格プログラム認定校）となった。

## 沿革
- 1989年 - 国際学科の新設校として、旧東京教育大学農学部跡地に東京都立国際高等学校を設置。
- 2007年 - 平成18年度英語教育優良学校として文部科学省表彰を受賞。
- 2013年 - 進学指導特別推進校に昇格。
- 2015年 - 国際バカロレア・ディプロマ・プログラム認定を取得し、国際バカロレアコースを新設。
- 2018年 - 東京外国語大学と高大連携協定を締結。

## 教育
言語教育が極めて重視されており、外国語の授業では海外の出版物が多く利用されている。ドイツ語・スペイン語・フランス語・韓国語・中国語の履修も可能であり、高い語学力を付けることができる。すべての第二外国語の授業は、ネイティブの教師による、レベル別に分けた少人数のクラス（入学前に行われるプレイスメントテストの結果でレベル別のクラスが決定される）で構成されており、日本語の苦手な帰国生、在京外国人、留学生などを対象にした日本語の授業もある。英語は、2クラスを4〜5つのレベルに分けて少人数制になっており、最上位レベルは、ネイティブの教師から英語のみを使った授業になっている。それ以外のレベルでも、日本人の英語教師とネイティブの教師が2人で教えるチームティーチングを多く取り入れている。
英語圏の大学に進学を目指す生徒のために、SATとTOEFLを準備するためのクラスがそれぞれ設けられている。日本国内出身、英語圏の帰国子女、英語圏以外の帰国子女などさまざまなバックグラウンドを持つ生徒が集まるので、英語、国語など習熟度別のクラス分けになっている。「課題研究」が2年次と3年次の必修となっており、入念な調査研究の元、本格的な論文執筆が行われる。独自科目の「国際理解」では、文化理解・社会理解・環境表現の3分野について、学校製作の独自のテキストを用いて学ばれている。
また、校則は大きく分けて以下の4つのみであり、自由な校風となっている。
1. 基本的生活習慣を守ること
2. 自転車・バイク・自動車による登下校は禁止
3. 本校指定の制服を着用すること
4. 公共物、学校の施設を大切にすること

8割以上が文系の大学を目指し、海外大学を目指す学生にも配慮されたカリキュラムになっている。上智大学へは、毎年多くの生徒を進学させている。

## 生徒
様々なバックグラウンドをもった生徒が在籍しており、全体の3分の1から半分が何らかの海外滞在経験または、在京外国人で占められている。1学年におよそ240人の生徒が在籍していて、その内40人の帰国生枠（現地校、日本人学校を含む）、25人の在京外国人枠、15人の9月入学枠（帰国生徒と在京外国人）などの入学枠が設けられている。帰国生徒、在京外国人枠の規定に合わないなどの理由で、一般枠で入学する帰国生徒または在京外国人（いわゆる隠れ帰国）も多い。さらに、毎年数名の1年間の留学生が在籍し、姉妹校などの生徒が短期間訪れることもある。

## 国際バカロレアコース
全国初の公立の国際バカロレアコースとして2015年に新設された。海外大学への進学を目指した専門コースであり学年の定員は25名。生徒2017年現在62名に対して教員数は20名となっており、語学力に優れた専任教員が在籍在籍している。通常授業は、国語や日本史といった一部科目以外はすべて英語で行われる。

## 交通
- 京王井の頭線「駒場東大前駅」より徒歩5分、または「池ノ上駅」より徒歩7分
- 朝8:00から8:30頃は、駒場東大前駅から校舎へ向かう踏切が長い時間通れないことがあり、踏切を通らずに駒場野公園の中を通って本校まで向かうルートを使用する生徒も多い[2]。

## 文化祭
- 「桜陽祭」と呼ばれており、学生主導で行われている。
- 3年生各クラスが体育館で劇を行い、１年生と２年生の出し物である飲食やお化け屋敷なども豊富。飲食では他国の食文化を堪能することができる。
- 有志団体が多く、体育館・桜陽ホール・音楽室などで催される。中でもチアリーディング部、國際男児、ダンス部は毎年多くの来場者数を誇る。

## 著名な出身者
- KREVA - ラッパー、シンガーソングライター
- KISSY - 音楽プロデューサー、作曲家、編曲家
- Furani - キーボーディスト、ピアニスト
- VivaOla - R&Bシンガーソングライター、音楽プロデューサー
- Wez Atlas - ヒップホップミュージシャン、ラッパー、シンガーソングライター
- Sagiri Sól - R&Bシンガーソングライター
- 小西遼 - CRCK/LCKSリーダー、サックス奏者、作編曲家
- 藤田琢己 - ラジオパーソナリティ、DJ
- 坪内一樹 - 鹿児島テレビアナウンサー
- 中島舞 - 元タレント
- 蒼井美樹 - 元宝塚歌劇団雪組娘役
- 鈴木ともこ - エッセイスト、漫画家
- 水野真裕美 - TBSアナウンサー
- 仁平裕子 - 元タレント・俳優
- ヒロイズム - 作詞家、作曲家、編曲家、音楽プロデューサー
- 藤岡みなみ - エッセイスト、ラジオパーソナリティ、映画プロデューサー
- ホラン千秋 - 俳優、タレント、キャスター
- 鎌田安里紗 - ファッションモデル
- MAYA - 俳優、ファッションモデル
- 小川紗良 - 俳優、映画監督
- 河合優実 - 俳優
- 川島潤哉 - 俳優
- 市川大貴 - 俳優、タレント
- 望月麗奈 - アナウンサー
- 小池かおる - 映画ジャーナリスト、レポーター
- 加藤義隆 - 実業家
- 広瀬統一 - アスレティックトレーナー
- ピーター上田 - 医師、医学者
- 松田紫野 - 女子サッカー選手
- 安野希世乃 - 声優、歌手